# Tổ chức bí mật

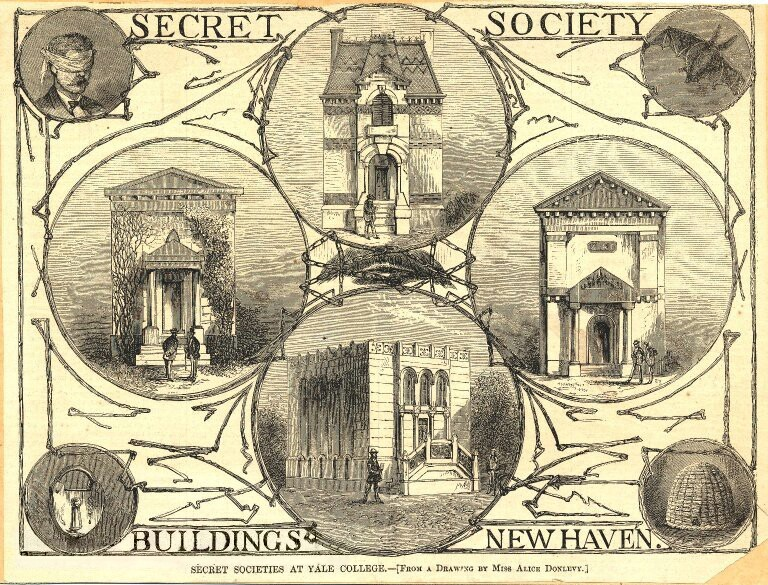
"Các tòa nhà của Bí hội tại Đại học Yale", của Alice Donlevy ca. Năm 1880. Trong ảnh là: Psi Upsilon (Beta Chapter), 120 High Street. Trung tâm bên trái: Skull and Bones (Russell Trust Association), 64 High Street. Trung tâm bên phải: Delta Kappa Epsilon (Phi Chương), phía đông Phố York, phía Nam Phố Elm. Bottom: Scroll and Key (Hiệp hội Kingsley Trust SSS Nonse), 490 College Street.

Bí hội, còn gọi là tổ chức bí mật, hiệp hội bí mật, mật hội, hoặc hội kín, là một câu lạc bộ hoặc một tổ chức che giấu các hoạt động, sự kiện, hoạt động bên trong hoặc tư cách thành viên của nó. Các thành viên có thể cố gắng che giấu sự tồn tại của mình hoặc không. Thuật ngữ này thường loại trừ các nhóm bí mật, chẳng hạn như cơ quan tình báo hoặc lực lượng nổi dậy làm chiến tranh du kích, tuy che giấu các hoạt động và tư cách thành viên của họ nhưng vẫn duy trì sự hiện diện công khai.

## Định nghĩa
Các tiêu chuẩn chính xác để gắn nhãn cho một nhóm là một bí hội còn bị tranh cãi, nhưng các định nghĩa thường dựa vào mức độ mà tổ chức đó yêu cầu giữ bí mật và có thể liên quan đến việc lưu giữ và truyền tải kiến thức bí mật, việc từ chối tư cách thành viên hoặc kiến thức về nhóm, tạo ra mối liên kết cá nhân giữa các thành viên của tổ chức và sử dụng các nghi thức hoặc nghi thức bí mật để gắn kết các thành viên của nhóm.
Về mặt nhân chủng học và lịch sử, các bí hội có mối liên hệ sâu sắc với khái niệm Männerbund, "ban nhạc chiến binh" hay "xã hội chiến binh" toàn nam của các nền văn hóa tiền hiện đại (xem H. Schurtz, Alterklassen und Männerbünde, Berlin, 1902 ; A. Van Gennep, The Rites of Passage, Chicago, 1960).
Một "cây gia đình của các hội kín" đã được đề xuất, mặc dù nó có thể không toàn diện.
Alan Axelrod, tác giả của International Encyclopedia of Secret Societies and Fraternal Orders (Bách khoa toàn thư quốc tế về các bí hội và trật tự huynh đệ), định nghĩa bí hội là một tổ chức:
- độc quyền
- tuyên bố sở hữu những bí mật đặc biệt
- thể hiện khuynh hướng ưu ái các thành viên của mình một cách mạnh mẽ.

Nhà sử học Richard B. Spence của Đại học Idaho đã đưa ra một định nghĩa ba mục tương tự:
- Sự tồn tại của nhóm thường không được giữ bí mật, nhưng một số niềm tin hoặc thực hành được che giấu và yêu cầu lời thề giữ bí mật và lòng trung thành để học chúng.
- Nhóm hứa hẹn vị thế hoặc kiến thức vượt trội cho các thành viên.
- Tư cách thành viên của nhóm theo một cách nào đó bị hạn chế, chẳng hạn như theo chủng tộc, giới tính, tôn giáo hoặc chỉ được mời riêng.

Spence cũng đề xuất một danh mục phụ là "Bí hội ưu tú" (bao gồm những người có thu nhập cao hoặc có ảnh hưởng xã hội) và lưu ý rằng các hội kín thường có xu hướng nếu không muốn nói là phổ biến các chủ nghĩa bè phái, đấu đá nội bộ và tuyên bố có nguồn gốc lâu đời hơn những gì có thể được ghi lại một cách đáng tin cậy. Định nghĩa của Spence bao gồm các nhóm theo truyền thống được coi là bí hội ( Hội Tam điểm và Rosicrucians ) và các nhóm khác không được phân loại theo truyền thống như một số nhóm tội phạm có tổ chức ( Mafia ), các nhóm tôn giáo ( Order of Assassins và Thelema ) và các phong trào chính trị ( Bolsheviks và Hội rồng đen).
David V. Barrett, tác giả của Secret Society: From the Ancient and Arcane to the Modern and Clandestine, đã sử dụng các thuật ngữ thay thế để định nghĩa những gì đủ điều kiện cho một hội kín. Ông định nghĩa nó là bất kỳ nhóm nào sở hữu các đặc điểm sau:
- Nó có "những lời dạy được phân loại cẩn thận và tăng dần".
- Việc giảng dạy "chỉ dành cho những cá nhân được chọn".
- Những lời dạy dẫn đến "sự thật ẩn giấu (và 'duy nhất')".
- Sự thật mang lại "lợi ích cá nhân vượt quá tầm với và thậm chí vượt quá cả sự hiểu biết của những người không tham gia vào hội."

Barrett tiếp tục nói rằng "một đặc điểm chung nữa đối với hầu hết các hội này là việc thực hành các nghi lễ mà những người không phải là thành viên không được phép tuân theo, hoặc thậm chí biết sự tồn tại của nó." Định nghĩa của Barrett sẽ loại trừ nhiều tổ chức được gọi là bí hội; việc giảng dạy được phân cấp thường không thuộc các hội đồng đại học Hoa Kỳ, Carbonari , hoặc Know Nothing trong thế kỷ 19.
Nhà sử học Jasper Ridley lập luận rằng Hội Tam Điểm là, "Bí hội quyền lực nhất thế giới."
Tổ chức "Opus Dei" ( tiếng Latinh có nghĩa là "Công việc của Chúa") được ví von như một "hội kín" của Giáo hội Công giáo. Các nhà phê bình như Wladimir Ledóchowski của Dòng Tên đôi khi gọi Opus Dei như một hình thức Hội Tam điểm Công giáo (hoặc Cơ đốc giáo hoặc "da trắng"). Các nhà phê bình khác gán nhãn Opus Dei là "Holy Mafia" hoặc "Santa Mafia" vì tổ chức này có liên quan đến nhiều hoạt động đáng nghi vấn khác nhau bao gồm việc "tẩy não" mạnh mẽ các thành viên của mình để bóc lột sức lao động cũng như việc các thành viên trực tiếp tham gia vào các tội ác nghiêm trọng như buôn bán trẻ em ở Tây Ban Nha dưới thời nhà độc tài Francisco Franco.